# Liste von bronzezeitlichen archäologischen Stätten der Chengdu-Ebene
Dies ist eine Liste von bronzezeitlichen archäologischen Stätten der Chengdu-Ebene:
- Sanxingdui 三星堆
- Jinshacun 金沙村
- Shi'erqiao 十二桥
- Xinyicun 新一村
- Shangwangjiaguai 上汪家拐.